# Herb gminy Drwinia
Herb gminy Drwinia – jeden z symboli gminy Drwinia, ustanowiony 29 czerwca 2004.

## Wygląd i symbolika
Herb przedstawia na tarczy koloru zielonego złotą kłodę dębową z trzema sękami i dwoma liśćmi w słup (nawiązanie do Puszczy Niepołomickiej), nad nią złotą zamkniętą koronę (tereny gminy były kiedyś częścią królewszczyzn), a pod srebrną linię falistą (symbolizującą rzeki gminy – Wisłę, Rabę i Drwinkę).